# Control de estabilidad

Indicador luminoso

El control de estabilidad es una tecnología computarizada utilizada en la seguridad activa del automóvil que actúa frenando individualmente las ruedas en situaciones de riesgo para evitar derrapes, tanto sobrevirajes, como subvirajes. El control de estabilidad centraliza las funciones de los sistemas ABS, EBD y de control de tracción.
El control de estabilidad fue desarrollado por Bosch en 1995, en cooperación con Mercedes-Benz y fue introducido al mercado en el Mercedes-Benz Clase S bajo la denominación comercial Elektronisches Stabilitätsprogramm (en alemán "Programa Electrónico de Estabilidad", abreviado ESP). El ESP recibe otros nombres, según los fabricantes de vehículos en los que se monte, tales como Vehicle Dynamic Control ("control dinámico del vehículo", VDC), Dynamic Stability Control ("control dinámico de estabilidad", DSC), Electronic Stability Control ("control electrónico de estabilidad", ESC) y Vehicle Stability Control ("control de estabilidad del vehículo", VSC), si bien su funcionamiento es el mismo.

## Historia
En 1983, se introdujo un sistema electrónico de " control antideslizante " en las cuatro ruedas en el Toyota Crown. En 1987, Mercedes-Benz, BMW y Toyota introdujeron sus primeros sistemas de control de tracción. El control de tracción funciona aplicando el frenado y el acelerador de las ruedas individuales para mantener la tracción al acelerar, pero a diferencia del ESC, no está diseñado para ayudar en la dirección.
En 1990, Mitsubishi lanzó el "Mitsubishi Diamante" en Japón. Presentaba un nuevo sistema de control de tracción y rastreo activo controlado electrónicamente. Nombrado TCL cuando ingresó por primera vez al mercado, el sistema evolucionó hasta convertirse en el moderno sistema Active Skid and Traction Control (ASTC) de Mitsubishi. Desarrollado para ayudar al conductor a mantener la línea prevista en una esquina; una computadora a bordo monitoreaba varios parámetros operativos del vehículo a través de varios sensores. Cuando demasiado acelerador. Se había utilizado al tomar una curva, la potencia del motor y el frenado se regulaban automáticamente para asegurar la línea correcta a través de una curva y proporcionar la cantidad adecuada de tracción en diversas condiciones de la superficie de la carretera. Si bien los sistemas de control de tracción convencionales en ese momento solo presentaban una función de control de deslizamiento, el sistema TCL de Mitsubishi tenía una función de seguridad activa, que mejoró el rendimiento del trazado del rumbo al ajustar automáticamente la fuerza de tracción (llamado "control de traza"), lo que restringió el desarrollo de excesos laterales. aceleración al girar. Aunque no es un sistema de control de estabilidad moderno `` adecuado '', el control de seguimiento monitorea el ángulo de dirección, la posición del acelerador y las velocidades de las ruedas individuales, aunque no hay guiñada. La función estándar de control de deslizamiento de las ruedas del sistema TCL permitió una mejor tracción en superficies resbaladizas o durante las curvas. Además del efecto individual del sistema, también trabajó junto con la suspensión controlada electrónicamente y la dirección en las cuatro ruedas del Diamante para mejorar el manejo y el rendimiento totales.
BMW, en colaboración con Bosch y Continental, desarrolló un sistema para reducir el par motor para evitar la pérdida de control y lo aplicó a la mayor parte de la línea de modelos BMW para 1992, excluyendo el E30 y E36. Este sistema se podía pedir con el paquete de invierno, que venía con un diferencial de deslizamiento limitado, asientos con calefacción y espejos con calefacción. De 1987 a 1992, Mercedes-Benz y Bosch desarrollaron conjuntamente un sistema llamado Elektronisches Stabilitätsprogramm ("Programa electrónico de estabilidad", con marca registrada como ESP) para controlar el deslizamiento lateral.

## Concepto
El sistema consta de una unidad de control electrónico, un grupo hidráulico y un conjunto de sensores:
- sensor de ángulo de dirección: está ubicado en la dirección y proporciona información constante sobre el movimiento del volante, es decir, la dirección deseada por el conductor.
- sensor de velocidad de giro de rueda: son los mismos del ABS e informan sobre el comportamiento de las mismas (si están bloqueadas, si patinan...)
- sensor de ángulo de giro y aceleración transversal: proporciona información sobre desplazamientos del vehículo alrededor de su eje vertical y desplazamientos y fuerzas laterales, es decir, cuál es el comportamiento real del vehículo y si está comenzando a derrapar y desviándose de la trayectoria deseada por el conductor.

El ESP está siempre activo. Un microordenador controla las señales provenientes de los sensores del ESP y las chequea 25 veces por segundo para comprobar que la dirección que desea el conductor a través del volante se corresponde con la dirección real en la que se está moviendo el vehículo. Si el vehículo se mueve en una dirección diferente, el ESP detecta la situación crítica y reacciona inmediatamente, independientemente del conductor. Utiliza el sistema de frenos del vehículo para estabilizarlo. Con estas intervenciones selectivas de los frenos, el ESP genera la fuerza contraria deseada para que el vehículo pueda reaccionar según las maniobras del conductor. El ESP no solo inicia la intervención de los frenos, también puede reducir el par del motor para reducir la velocidad del vehículo. De esta manera el coche se mantiene seguro y estable, dentro siempre de los límites de la física.

## Funcionamiento
Durante la conducción normal, el ESC supervisa continuamente la dirección y la dirección del vehículo. Compara la dirección prevista del conductor (determinada por el ángulo medido en el volante) con la dirección real del vehículo (determinada a través de la aceleración lateral medida, la rotación del vehículo y las velocidades individuales de las ruedas sobre la carretera).
El ESC interviene solo cuando detecta una probable pérdida de control en la dirección, como cuando el vehículo no va donde el conductor está conduciendo. Esto puede suceder, por ejemplo, al derrapar durante virajes evasivos de emergencia, subviraje o sobreviraje durante giros mal calculados en carreteras resbaladizas o hidroplanning. Durante la conducción de alto rendimiento, el ESC puede intervenir cuando no se desea, porque la entrada de la dirección puede no siempre ser indicativa de la dirección de desplazamiento prevista (como durante la deriva controlada). El ESC estima la dirección del patinaje y luego aplica los frenos a las ruedas individuales de forma asimétrica para crear un par alrededor del eje vertical del vehículo, oponiéndose al patinaje y haciendo que el vehículo vuelva a alinearse con la dirección ordenada por el conductor. Además, el sistema puede reducir la potencia del motor u operar la transmisión para reducir la velocidad del vehículo.
El ESC puede funcionar en cualquier superficie, desde pavimento seco hasta lagos helados. Reacciona y corrige los derrapes mucho más rápido y más eficazmente que el conductor humano típico, a menudo antes de que el conductor se dé cuenta de cualquier pérdida inminente de control. Esto ha generado cierta preocupación de que el ESC podría permitir que los conductores se sientan demasiado confiados en el manejo de su vehículo y/o en sus propias habilidades de conducción. Por esta razón, los sistemas ESC generalmente alertan al conductor cuando intervienen, de modo que el conductor es consciente de que se han alcanzado los límites de manejo del vehículo. La mayoría activa una luz indicadora en el tablero y/o un tono de alerta; algunos permiten intencionalmente que el rumbo corregido del vehículo se desvíe muy levemente de la dirección ordenada por el conductor, incluso si es posible igualarla con mayor precisión.
Todos los fabricantes de ESC enfatizan que el sistema no es una mejora del rendimiento ni un reemplazo de las prácticas de conducción segura, sino más bien una tecnología de seguridad para ayudar al conductor a recuperarse de situaciones peligrosas. El ESC no aumenta la tracción, por lo que no permite tomar curvas más rápido (aunque puede facilitar una toma de curvas mejor controlada). De manera más general, el ESC funciona dentro de los límites del manejo del vehículo y la tracción disponible entre los neumáticos y la carretera. Una maniobra imprudente aún puede exceder estos límites, resultando en la pérdida de control. Por ejemplo, durante el hidroplaneo, las ruedas que el ESC usaría para corregir un derrape pueden perder contacto con la superficie de la carretera, reduciendo su efectividad.
Debido al hecho de que el control de estabilidad puede ser incompatible con la conducción de alto rendimiento, muchos vehículos tienen un control de anulación que permite que el sistema se desactive total o parcialmente. En sistemas simples, un solo botón puede deshabilitar todas las funciones, mientras que las configuraciones más complicadas pueden tener un interruptor de múltiples posiciones o es posible que nunca se desactiven por completo.

## El control de estabilidad y la seguridad (activa)
Numerosas organizaciones relacionadas con la seguridad vial, como euroNCAP, así como clubes de automovilismo como RACC, RACE o CEA aconsejan la compra de automóviles equipados con el control de estabilidad, ya que ayuda a evitar los accidentes por salida de la carretera, entre otros, y podría disminuir el índice de mortalidad en las carreteras en más de un 20%.
El ESP® reduce el número de accidentes por derrape. Los estudios globales que han realizado los fabricantes de coches, las compañías de seguros y los ministerios de transporte han demostrado que el sistema ESP® previene hasta el 80 % de los accidentes por derrape. Esto también se refleja en los gráficos de accidentes respectivos. Cuando hablamos de sistemas de seguridad que salvan vidas, el ESP® está en segundo lugar, solo después de los cinturones de seguridad. 
En junio de 2009, la Unión Europea aprobó una legislación que hace obligatorio el uso del ESP® para todos los vehículos de las categorías N1, N2, N3 y M1, M2, M3: turismos, vehículos industriales ligeros, autobuses y vehículos industriales medianos y pesados a partir de noviembre de 2014. 
En algunos países de Latinoamérica, como Argentina, Brasil y Chile, se han establecido normativas relacionadas con la obligatoriedad del Control Electrónico de Estabilidad (ESP) en los vehículos nuevos.
En Argentina, se estableció en 2019 una normativa que exige que todos los vehículos nuevos fabricados o importados a partir del año 2022 cuenten con el sistema de control de estabilidad. Esta medida tiene como objetivo mejorar la seguridad vial y reducir los accidentes de tráfico.
En Brasil, la Resolución 311/2009 del Consejo Nacional de Tránsito (CONTRAN) establece que los vehículos de pasajeros y vehículos comerciales ligeros fabricados en el país deben contar con el sistema de control de estabilidad en fechas establecidas de forma gradual, dependiendo de la categoría del vehículo y la fecha de fabricación.
En Chile, el Reglamento de Homologación Técnica de Vehículos Motorizados establece que los vehículos nuevos de transporte particular y de transporte comercial de pasajeros deben contar con el sistema de control de estabilidad en fechas específicas.

## Denominación del control de estabilidad según fabricantes
El control de estabilidad puede tener multitud de funciones adicionales:
- Hill Hold Control o control de ascenso de pendientes: es un sistema que evita que el vehículo retroceda al reanudar la marcha en una pendiente.
- "BSW", secado de los discos de frenos.
- "Overboost", compensación de la presión cuando el líquido de frenos está sobrecalentado.
- "Trailer Sway Mitigation", mejora la estabilidad cuando se lleva un remolque, evitando el efecto "tijera".
- Load Adaptive Control (LAC), que permite conocer la posición y el volumen de la carga en un vehículo industrial ligero. Con esta función se evita un posible vuelco por la pérdida de la estabilidad. También se le denomina Adaptive ESP para la gama de vehículos de Mercedes. Está de serie en la Mercedes-Benz Vito y Sprinter y en la Volkswagen Crafter.

Electronic stability control (ESC) es el término genérico reconocido por la Sociedad de Automoción y otras autoridades, aunque cada compañía establece su propia denominación:
| Fabricante                             | Sigla                                   | Nombre original | Significado en español |
| -------------------------------------- | --------------------------------------- | --- | --- |
| Acura                                  | VSA                                     | Vehicle Stability Assist | Asistencia de estabilidad del vehículo |
| Alfa Romeo                             | VDC                                     | Vehicle Dynamic Control | Control dinámico del vehículo |
| Audi                                   | ESP                                     | Electronic Stability Programme | Programa de estabilidad electrónico |
| Bentley                                | ESP                                     | Electronic Stability Programme | Programa de estabilidad electrónico |
| Bugatti                                | ESP                                     | Electronic Stability Programme | Programa de estabilidad electrónico |
| Buick                                  |                                         | StabiliTrak | Estabilidad de tracción |
| BMW                                    | DSC                                     | Dynamic Stability Control (incluye control dinámico de tracción)                                                                                     | Control dinámico de estabilidad |
| Cadillac                               |                                         | All-Speed Traction Control & StabiliTrak | |
| Chevrolet                              | ESC                                     | Electronic Stability Control | Control Electrónico de Estabilidad |
| Chevrolet (Corvette)(Suburban Premier) | ST                                      | StabiliTrak; Active Handling | Sistema de estabilidad; Manejo activo |
| Chrysler                               | ESP                                     | Electronic Stability Programme | Programa de estabilidad electrónico |
| Citroën                                | ESP                                     | Electronic Stability Programme | Programa de estabilidad electrónico |
| Dodge                                  | ESP                                     | Electronic Stability Programme | Programa de estabilidad electrónico |
| Fiat                                   | ESP o VDC                               | Electronic Stability Programme o Vehicle Dynamic Control                                                                                             | Programa de estabilidad electrónico o Control dinámico de vehículo                                                                                      |
| Ferrari                                | CST                                     | Controllo Stabilità | Control de estabilidad |
| Ford                                   | RSC; IVD y ESP; DSC (Solo en Australia) | AdvanceTrac with Roll Stability Control (RSC) o Interactive Vehicle Dynamics (IVD) y Electronic Stability Programme; Dynamic Stability Control (DSC) | Control de estabilidad con control del vuelco; dinámica del vehículo interactiva y Programa de estabilidad electrónico; Control de estabilidad dinámico |
| General Motors                         |                                         | StabiliTrak | Estabilidad de tracción |
| Honda                                  | ESP y VSA                               | Electronic Stability Programme; Vehicle Stability Assist                                                                                             | Programa de estabilidad electrónico; Asistente de estabilidad del vehículo                                                                              |
| Holden                                 | ESP                                     | Electronic Stability Programme | Programa de estabilidad electrónico |
| Hyundai                                | ESP, ESC o VSA                          | Electronic Stability Programme, Electronic Stability Control, o 'Vehicle Stability Assist                                                            | Programa de estabilidad electrónico, Control electrónico de estabilidad o Asistencia de estabilidad del vehículo                                        |
| Infiniti                               | VDC                                     | Vehicle Dynamic Control | Control dinámico del vehículo |
| Jaguar (automóvil)                     | DSC                                     | Dynamic Stability Control | Control Dinámico de Estabilidad |
| Jeep                                   | ESP                                     | Electronic Stability Programme | Programa de estabilidad electrónico |
| Kia                                    | ESC                                     | Electronic Stability Control | Control electrónico de estabilidad |
| Lamborghini                            | ESP                                     | Electronic Stability Programme | Programa de estabilidad electrónico |
| Land Rover                             | DSC                                     | Dynamic Stability Control | Control de estabilidad dinámico |
| Lexus                                  | VDIM; VSC y TRAC                        | Vehicle Dynamics Integrated Management (VDIM) con Vehicle Stability Control (VSC) y Traction Control (TRAC) systems                                  | Gestión Integrada de la Dinámica del Vehículo; con Control de Estabilidad Vehicular y sistema de Control de Tracción (TRAC)                             |
| Lincoln                                |                                         | AdvanceTrac | Tracción avanzada |
| Maserati                               | MSP                                     | Maserati Stability Programme | Programa de estabilidad Maserati |
| Mazda                                  | DSC                                     | Dynamic Stability Control | Control Dinámico de Estabilidad |
| Mercedes-Benz (co-inventor)            | ESP                                     | Electronic Stability Programme | Programa de estabilidad electrónico |
| Mercury                                |                                         | AdvanceTrac | Tracción avanzada |
| MINI (BMW)                             | DSC                                     | Dynamic Stability Control | Control de estabilidad dinámico |
| Mitsubishi                             | ASTC; ASC                               | Active Skid, Traction Control Multimode y Active Stability Control                                                                                   | Deslizamiento Activo, control de tracción Multimodo y control de estabilidad activo                                                                     |
| Nissan                                 | VDC                                     | Vehicle Dynamic Control | Control dinámico del vehículo |
| Opel                                   | ESP                                     | Electronic Stability Programme | Programa de estabilidad electrónico |
| Peugeot                                | ESP                                     | Electronic Stability Programme | Programa de estabilidad electrónico |
| Porsche                                | PSM                                     | Porsche Stability Management | Administración de estabilidad Porsche |
| Renault                                | ESP                                     | Electronic Stability Programme | Programa de estabilidad electrónico |
| Saab Automobile                        | ESP                                     | Electronic Stability Programme | Programa de estabilidad electrónico |
| Saturn                                 |                                         | StabiliTrak | Estabilidad de tracción |
| SEAT                                   | ESP                                     | Electronic Stability Programme | Programa de estabilidad electrónico |
| Škoda                                  | ESP                                     | Electronic Stability Programme | Programa de estabilidad electrónico |
| Smart                                  | ESP                                     | Electronic Stability Programme | Programa de estabilidad electrónico |
| Subaru                                 | VDCS                                    | Vehicle Dynamics Control Systems | Sistema de control dinámico vehicular |
| Suzuki                                 | ESP                                     | Electronic Stability Programme | Programa de estabilidad electrónico |
| Toyota                                 | VDIM con VSC                            | Vehicle Dynamics Integrated Management with Vehicle Stability Control                                                                                | Gestión dinámica integrada del Vehículo con Control de Estabilidad Vehicular                                                                            |
| Vauxhall                               | ESP                                     | Electronic Stability Programme | Programa de estabilidad electrónico |
| Volvo                                  | DSTC                                    | Dynamic Stability and Traction Control | Control de tracción y estabilidad dinámico |
| Volkswagen                             | ESP                                     | Electronic Stability Programme | Programa de estabilidad electrónico |